# Salouël

Salouël este o comună în departamentul Somme, Franța. În 1 ianuarie 2022 avea o populație de 4.188 de locuitori.